# Arcadie (poésie)
Pour les articles homonymes, voir Arcadie (homonymie).
L'Arcadie (grec Ἀρκαδία) est une utopie, terre idyllique pastorale et harmonieuse. Le terme vient de la province grecque d'Arcadie et remonte à l'Antiquité classique.

## Antiquité
Région de Grèce, l'Arcadie symbolisa dès l'Antiquité un âge d'or. Cette représentation s'ancre dans la poésie bucolique latine et hellénique, où l'Arcadie était représentée comme un pays idéal. Elle imprègne la poésie antique :

### Virgile
Virgile en parle dans plusieurs églogues de ses Bucoliques (composées entre 42 et 39 av. J.-C.). Pan, « au visage divin, que rougissaient l'hièble sanglante et le carpin » y est présenté comme un dieu d'Arcadie, que celle-ci admire. Le berger Corydon et le chevrier Thyrsis, tous deux d'Arcadie, se livrent à un chant amébée. Ce dernier demande que les bergers de cette contrée couronnent de lierre un poète grandissant.

### Ovide

#### Présentation des passages
Ovide dans ses Fastes (vers 15 apr. J.-C.) nous en apprend plus :
Dans la partie sur les Carmentalia du 11 janvier (premier livre), il explique que l'Arcadie, créée avant la lune, doit son nom à son roi Arcas (fils de Zeus et de Callisto). C'est là que vécut la déesse prophétesse Carmenta, qui un jour annonça à son fils Évandre que de grands changements les menaçaient tous deux. Un dieu offensé a décidé de les bannir. Tous deux fuirent alors, quittant l'Arcadie et les lares de Parrhasie (en). Leur navire arriva vers la terre d'Hespérie ; suivant les divins conseils de sa mère, il se dirigea vers l'embouchure du Tibre et remontait le fleuve italien dans le Latium. Soudain, la nymphe découvre cette partie du rivage où s'étendent les marais du Tarentum et les cabanes parsemées en ces lieux solitaires. S'avançant vers la poupe, la chevelure en désordre et les yeux égarés, elle saisit la main du pilote. Puis, dans son délire, les bras tendus vers la rive droite elle frappe trois fois du pied le plancher de sapin. À peine si la main de son fils est assez forte pour la retenir, impatiente qu'elle est de s'élancer à terre.
Elle déclame alors une longue prophétie : « Salut! dieux de ces bords désirés ! Salut ! contrées qui donnerez de nouveaux dieux à l'Olympe ! Et vous, fleuves et fontaines de ce sol hospitalier, nymphes des bois, chœur des naïades, salut ! Puissions-nous, mon fils et moi, vous avoir aperçus sous de favorables auspices ! Puissent d'heureux augures accompagner nos premiers pas sur ces rivages ! Mais est-il vrai ? Ces collines se couronneront de puissantes murailles, et, de ce coin de terre, la terre entière recevra sa loi ? Oui, l'empire du monde est promis à ces montagnes ! Qui devinerait une si haute fortune, à l'aspect de ces lieux ? Déjà je vois aborder ici les fils de Dardanus ; c'est une femme encore qui va donner le signal de nouveaux combats. Ô mon fils ! ô Pallas ! pourquoi te couvrir de ces funestes armes ? Va pourtant; tu dois mourir, mais tu auras un noble vengeur. Vaincue, ô Troie, tu triomphes encore, et tu renaîtras de tes ruines; c'est en tombant que tu feras crouler les remparts de tes ennemis ! Flammes victorieuses, dévorez la Pergame de Neptune ; cet amas de cendres en dominera-t-il moins sur tout l'univers ? Énée apportera bientôt ici les choses sacrées, et son père, objet non moins sacré. Ô Vesta, ouvre ton sanctuaire aux dieux d'Ilion. Le temps viendra où la même pensée veillera sur vous et sur le monde : un dieu sera votre pontife. Aux Césars appartiendra le soin de garder la patrie; c'est à cette famille que le ciel confie les rênes de l'empire. Le fils et le petit-fils d'un dieu soutiendra, malgré ses refus, avec une force toute divine, le fardeau de l'héritage paternel. Les honneurs d'un culte éternel me seront décernés, et Augusta Julia ira s'asseoir au milieu des habitants de l'Olympe ». Enfin, de son vaisseau, l'exilé débarqua sur le sol du Latium. Rapidement, une ville s'élève ; et, bientôt nul n'ose se dire plus grand que l'Arcadien, dans les montagnes de l'Ausonie.
Dans la partie sur les Lupercales du 15 Février (deuxième livre), il donne à cette fête une origine arcadienne. Les antiques populations de l'Arcadie adoraient Pan, dieu des troupeaux ; partout dans leurs montagnes, on retrouvait ses autels. En sont témoins : le mont Pholoé ; la cime du Nonacris (en), couronnée de pins sauvages ; le haut mont Cyllène, et les neiges des sommets parrhasiens (en) ; l'eau du Stymphale et le Ladon. Quotidiennement, il recevait des offrandes comme protecteur des troupeaux, comme dieu des cavales et comme gardien des brebis. Dans son exil, Évandre apporte avec lui le culte de cette divinité rustique lorsqu'il arrive dans la future Rome (où il fondera la colonie de Pallantium). Selon Ovide, depuis ce jour, Pan est aussi un dieu pour les Romains. Le flamine Diale célèbre encore sa fête d'après les rites anciens, tels que les leur ont transmis les Pélasges.
Toujours selon le poète, suivant les traditions, les Arcadiens habitaient la terre avant la naissance de Jupiter ; c'était une race plus vieille que la lune. Ils vivaient nus, à la merci des intempéries ; l'agriculture leur était inconnue. Maintenant donc, la nudité des Luperques, souvenir des mœurs de leurs aïeux, leur donne aussi une idée de leur riche indigence.
Expliquant l'origine du nom du mois de mai (cinquième livre), le poète parle d'une des Pléiades, Maïa. Elle surpassait en beauté ses sœurs et reçut dans son lit le puissant Jupiter. Sur le sommet du mont Cyllène ombragé de cyprès, elle donna naissance à Hermès, le dieu qui d'un pied ailé fend les plaines de l'air. C'est lui qu'adorent les Arcadiens, le rapide Ladon et le vaste Ménale, contrée que l'on croit plus antique que la Lune.

#### Analyse
Henri le Bonniec, dans des notes de sa traduction de l'ouvrage, fournit plusieurs informations décryptant les passages correspondants. Concernant celui sur les Carmentalia, une curieuse légende, mal expliquée, fait des Arcadiens des autochtones « prélunaires ». La Parrhasie, région montagneuse de l'Arcadie, désigne par métonymie la contrée entière. Le dieu offensé pourrait être Auguste. On célébrait au Tarentum (ou Ter-), à la pointe du Champ de Mars, près de l'actuel Ponte Vittorio Emanuele II, un culte chtonien. Transformé et pris en charge par l'État, il donna naissance aux Jeux Séculaires. Le délire divin saisit Carmenta à la vue de la terre promise. C'est Apollon qui l'inspire, comme le dit Virgile dans l'Énéide. Les allusions cachées dans la prophétie sont nombreux. Les nouveaux dieux qu'elle mentionne sont Énée, Romulus, César, Auguste, qui seront divinisés après leur mort. Pour ce qui est des premiers pas sur ces rivages, les exilés débarquent dans la future Rome du pied droit, ce qui était de bon augure. Un esclave de Trimalcion (personnage du Satyricon) crie « Dextro pede ! » à chaque convive qui pénètre dans la salle à manger. Partir du pied gauche portait malchance ; on dit d'ailleurs encore aujourd’hui : « se lever du pied gauche ». Les fils de Dardanus qui aborderont sont les vaisseaux d'Énée qui arriveront dans le futur, tandis la femme provoquera de nouveaux combats est Lavinia. Énée sera le noble vengeur de la mort de Pallas, fils d'Évandre qui sera tué par Turnus. Si Troie fut vaincue par la Grèce, celle-ci sera par la suite soumise par Rome, la nouvelle Troie. Pour ce qui est de la « Pergame de Neptune », Neptune-Poséidon avait bâti pour Laomédon (second roi mythique troyen) les remparts de Troie (Pergame). Les dieux d'Ilion auxquels Vesta doit s'ouvrir sont les Pénates troyens apportés par Énée, qui seront conservés dans le temple de la déesse. Ovide admet visiblement la version qui fait mourir Anchise en Italie, au lieu de la Sicile, comme dans l'Énéide. Le dieu qui sera le pontife renvoie à Auguste, Grand Pontife depuis 12 av. J.-C. (en plus d'être le premier empereur romain), qui est de ce fait prêtre de Vesta. Le poète paraît bien déifier ici l'empereur de son vivant. Le fils et le petit-fils d'un dieu est Tibère, deuxième empereur romain, fils adoptif d'Auguste et petit-fils de César, tous deux divinisés. C'est aussi le cas pour Augusta Julia (ou Julia Augusta) : le testament d'Auguste fait passer Livie, par adoption, dans la famille des Iulii et lui confère le titre d'Augusta. Mais c'est seulement Claude qui lui fera décerner les honneurs divins. Ovide devance ainsi la décision officielle, par cette flaterie intéressée. Cependant, certains contestent la datent tardive de cette divination. Enfin, la ville qui naît est Pallantée, fondée par Évandre sur le mont Palatin, comme le mentionne Virgile dans l'Énéide. 
Bonniec sur les Lupercales dit que Faunus est identifié à Pan, lui ayant ayant emprunté ses cornes. Dans son poème, Ovide emploie le terme de « Pierides », qui est l'autre nom des Muses, nées en Piérie, au pied de l'Olympe. Puis, il liste les principaux lieux de culte du Pan arcadien. Les Pélasges désignent ici les Arcadiens. Le passage du poète pose des difficultés car, pendant cette fête, on sacrifiait des chèvres et des chiens. Ces animaux, le flamine de Jupiter n'avait pas le droit de les toucher, ni même de les nommer. Une tradition faisait naître Zeus-Jupiter en Arcadie, bien que son lieu de naissance soit plus couramment localisé en Crète.

## Renaissance

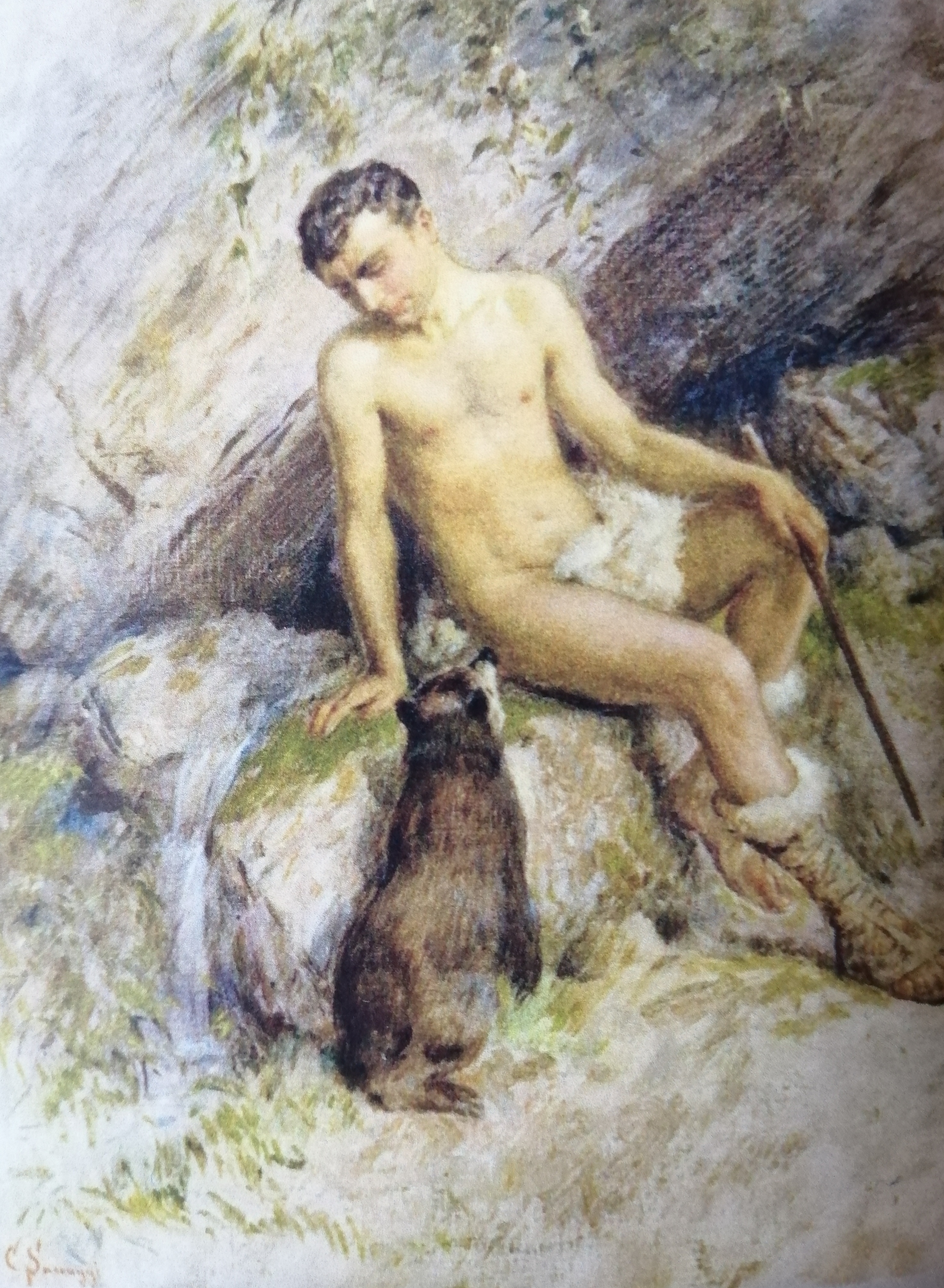
Berger d'Arcadie, Cesare Saccaggi.

### Arcadie poétique
À la Renaissance, l'Arcadie fut rêvée comme une utopie. La vie pastoraliste fut idéalisée par les écrivains de cette époque. Elle inspira entre autres :
- Jacopo Sannazaro, poète italien, pour son L'Arcadie (1483-1504) ;
- Thomas More, philosophe et théologien anglais, pour son Utopia (1516) ;
- The Countess of Pembroke's Arcadia (en), roman écrit par l'écrivain anglais Philip Sidney (1593) ;
- Lope de Vega, poète espagnol, pour son La Arcadia (1598). Ce roman sert de prétexte à la présentation de ses poèmes (plus de 160).
- Samuel Daniel, The Queen's Arcadia, pièce de théâtre d’abord jouée en 1605 sous le titre de Arcadia Reformed[8].

### Acadie
L'explorateur italien Giovanni da Verrazzano donna le nom d'Arcadie à la côte nord atlantique de l'Amérique du Nord. Elle est devenue l'Acadie. Au XVIIe siècle, Samuel de Champlain fixa sa présente orthographe, avec le « r » omis, et William Francis Ganong a mis en évidence dans une succession de cartes le déplacement progressif de l'appellation vers le nord, jusqu'à sa position actuelle dans les Provinces Atlantiques.

## Et in Arcadia ego
Et in Arcadia ego est une locution latine attribuée à la Mort et voulant dire "Même en Arcadie je suis (présente)" (ou « Je suis aussi en Arcadie. »). Cela signifie que même le lieu des félicités qu'est l'Arcadie n'est pas épargné par la mort. Il s'agit d'une formule équivalente de Memento mori. Cette phrase a inspiré plusieurs œuvres :
- Le tableau Et in Arcadia ego, du peintre baroque italien Giovanni Francesco Barbieri (Le Guerchin), exécuté dans les années 1610 et début 1620. Elle est conservée dans les galeries d'art du Palais Corsini à Rome.
- Les deux peintures pastorales Et in Arcadia ego peints par le peintre classique français Nicolas Poussin (la deuxième est aussi connue sous le nom Les Bergers d'Arcadie), figurant des bergers idéalisés de l'Antiquité classique, réunis autour d'une tombe austère sur laquelle est gravée la locution. La première version, datée de 1628-1630, est conservée à Chatsworth House (Royaume-Uni). La seconde, plus célèbre, est datée de 1638-1640 et se trouve au Musée du Louvre.
- Le tableau Et in Arcadia Ego, du peintre classique français Sébastien Bourdon, réalisée entre 1637 et 1638 et conservée à la Yale University Art Gallery (New Haven, États-Unis).
- Le deuxième tableau de Poussin a inspiré un relief figurant sur le Shepherd's Monument (Monument du berger), sur lequel figure aussi l'inscription de Shugborough. Réalisé par le sculpteur flamand Peter Scheemakers (en) entre 1748 et 1763, il se trouve Shugborough Hall, en Angleterre.
- Auch ich in Arkadien (Et in Arcadia ego), dessin du peintre néo-classique bavarois (actuelle Allemagne) Johann Christian Reinhart, 1785.
- Et in Arcadia Ego, peinture du peintre allemand Georg von Dillis, 1790/1800.
- Auch ich war in Arkadien (Moi aussi j'étais en Arcadie), estampe de l'aquafortiste allemand Carl Wilhelm Kolbe l'Ancien, 1801.
- En 1806 est aménagé le domaine de la Garenne Lemot (Vendée), où sont aménagées de nombreuses fabriques. L'une d'elles, le tombeau à l'antique, par l'architecte français néo-classique Mathurin Crucy, est inspiré de celui de la seconde peinture de Poussin[9].
- Et in Arcadia ego, dessin d'Aubrey Beardsley publié en 1896 dans le journal The Savoy.
- A fool on a roof : et in Arcadia ego, and other poems ("Un imbécile sur un toit : et in Arcadia ego", et autres poèmes), recueil de l'écrivain américain Jean Wright publié en 1911.
- Et in Arcadia ego, poème de l'écrivaine américaine Theodosia Garrison publié en 1917.
- Le tableau Et in Arcadia Ego, assemblage du sud-africain Christo Coetzee (en), réalisé en 1964.
- Et in Arcadia ego, plaque sur un mur du quai du lac Hofvijver (nl) (La Haye, Pays-Bas), par l'artiste-paysager écossais Ian Hamilton Finlay, 1998[10].
- Et in Arcadia ego. Fotografien von Wilhelm von Gloeden, Guglielmo Plüschow und Vincenzo Galdi, livre de photos publié en 2000.
- Q oder ET IN ARCADIA EGO (Q ou ET IN ARCADIA EGO), aquarelle publiée de Paul Mersmann le Jeune dans Blätter zur Förderung der Legendenbildung um Gutenberg (26 feuilles pour favoriser la formation de légendes sur Gutenberg), 2004.

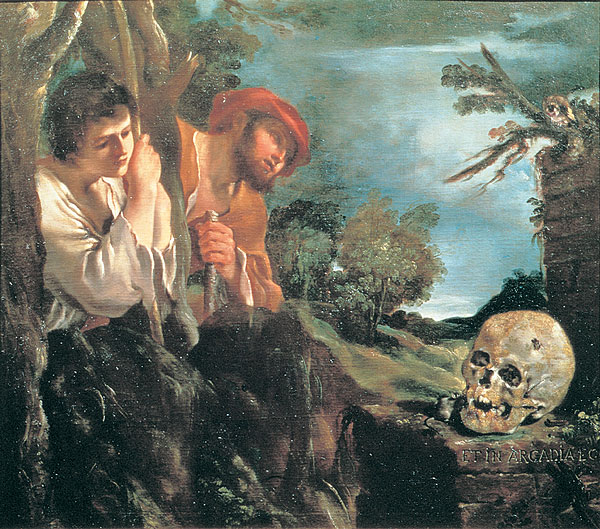
Et in Arcadia ego, Le Guerchin.
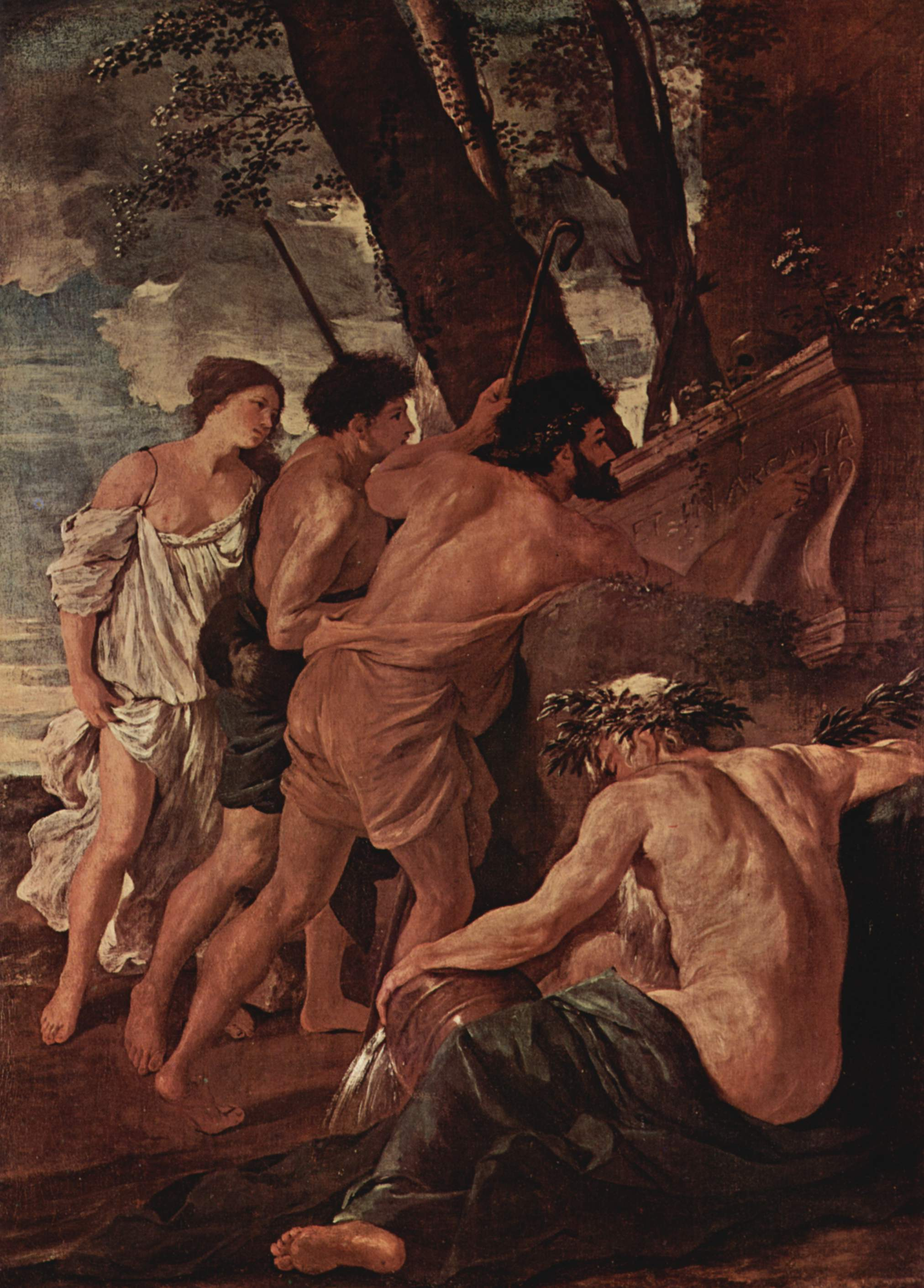
Et in Arcadia ego, Nicolas Poussin (première version).
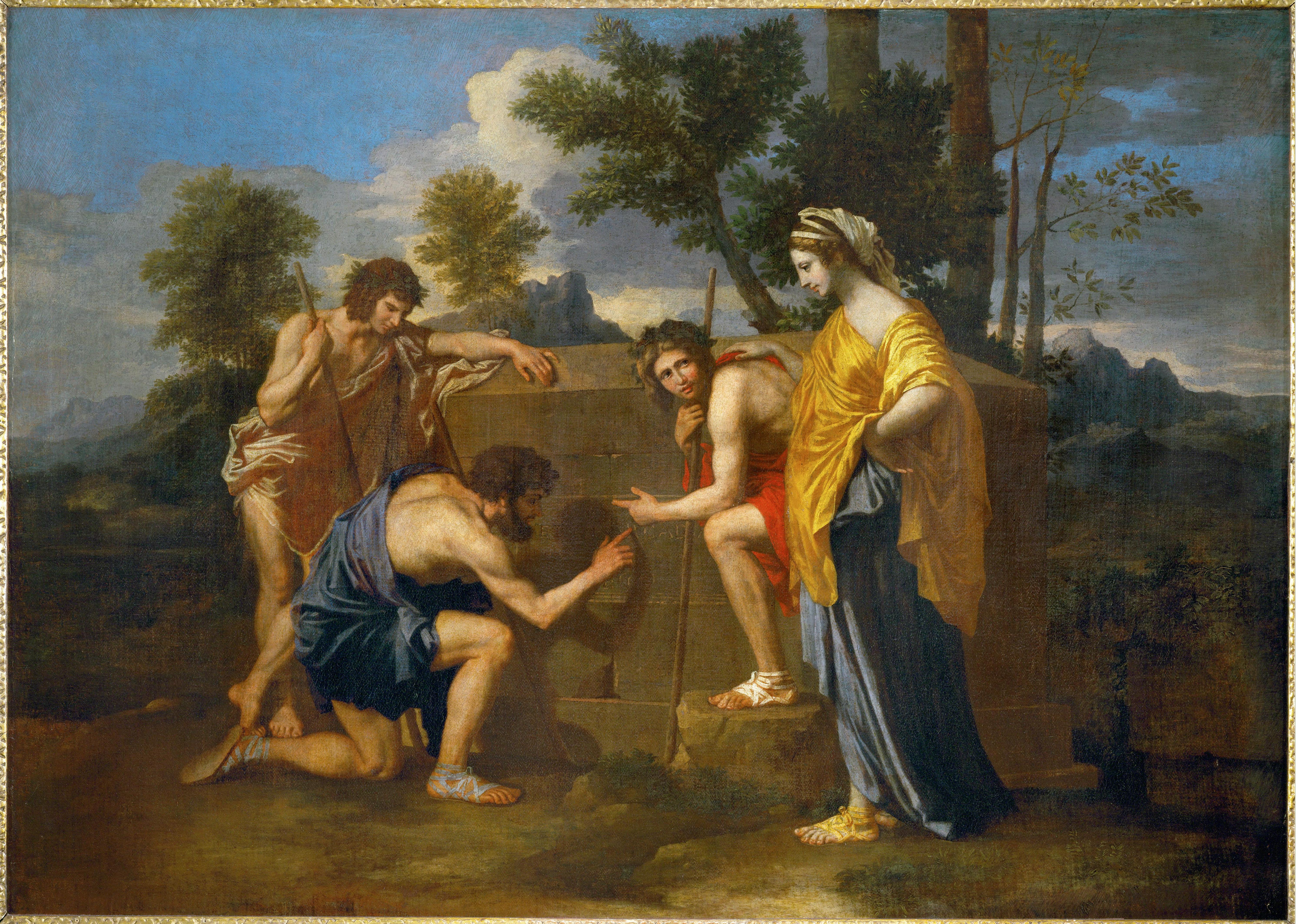
Et in Arcadia ego (ou Les Bergers d'Arcadie), Nicolas Poussin (deuxième version).
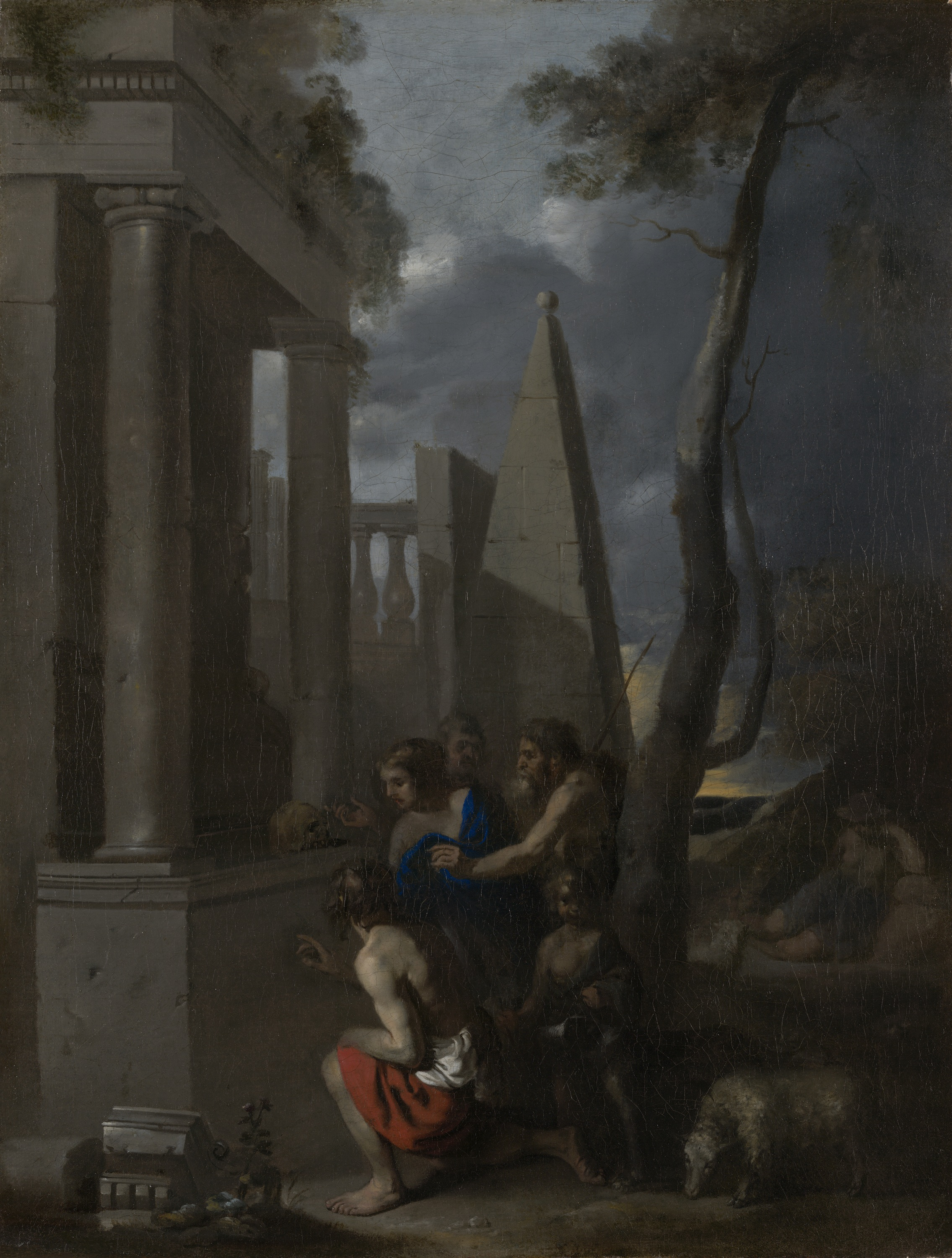
Et in Arcadia Ego, Sébastien Bourdon.
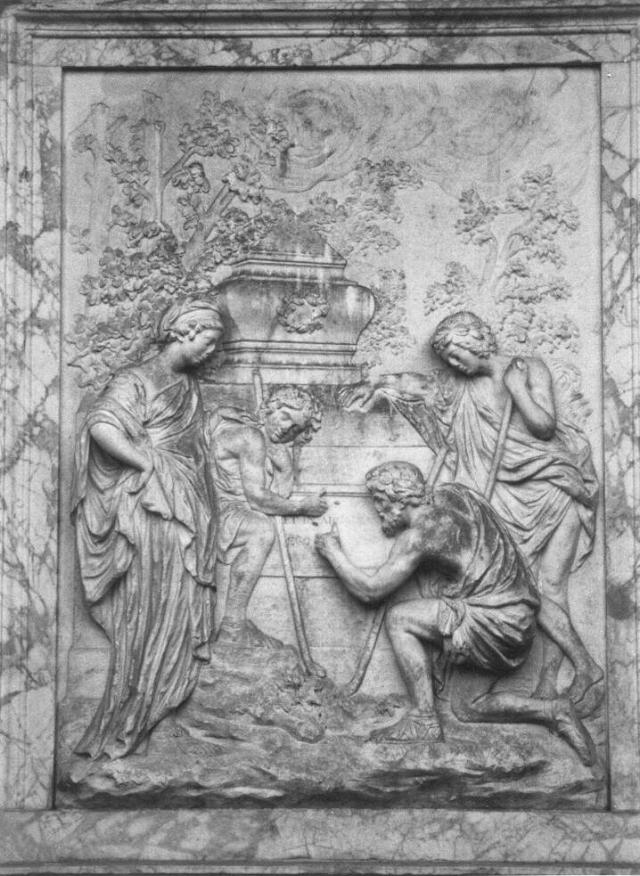
Le relief de Shugborough, adapté de la deuxième version de Nicolas Poussin de Et in Arcadia ego. La phrase en latin y est inscrite.
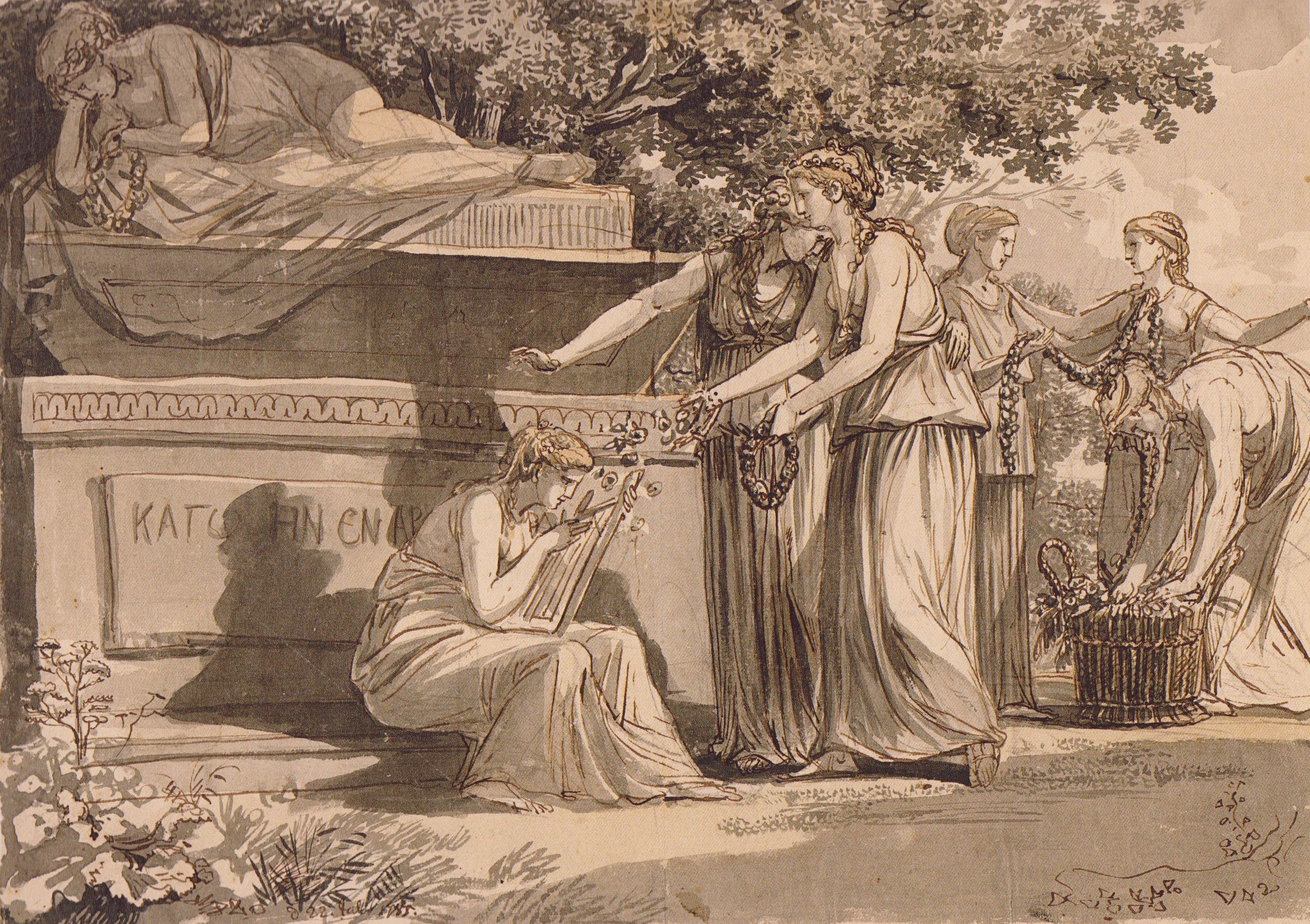
Auch ich in Arkadien (Et in Arcadia ego), Johann Christian Reinhart.
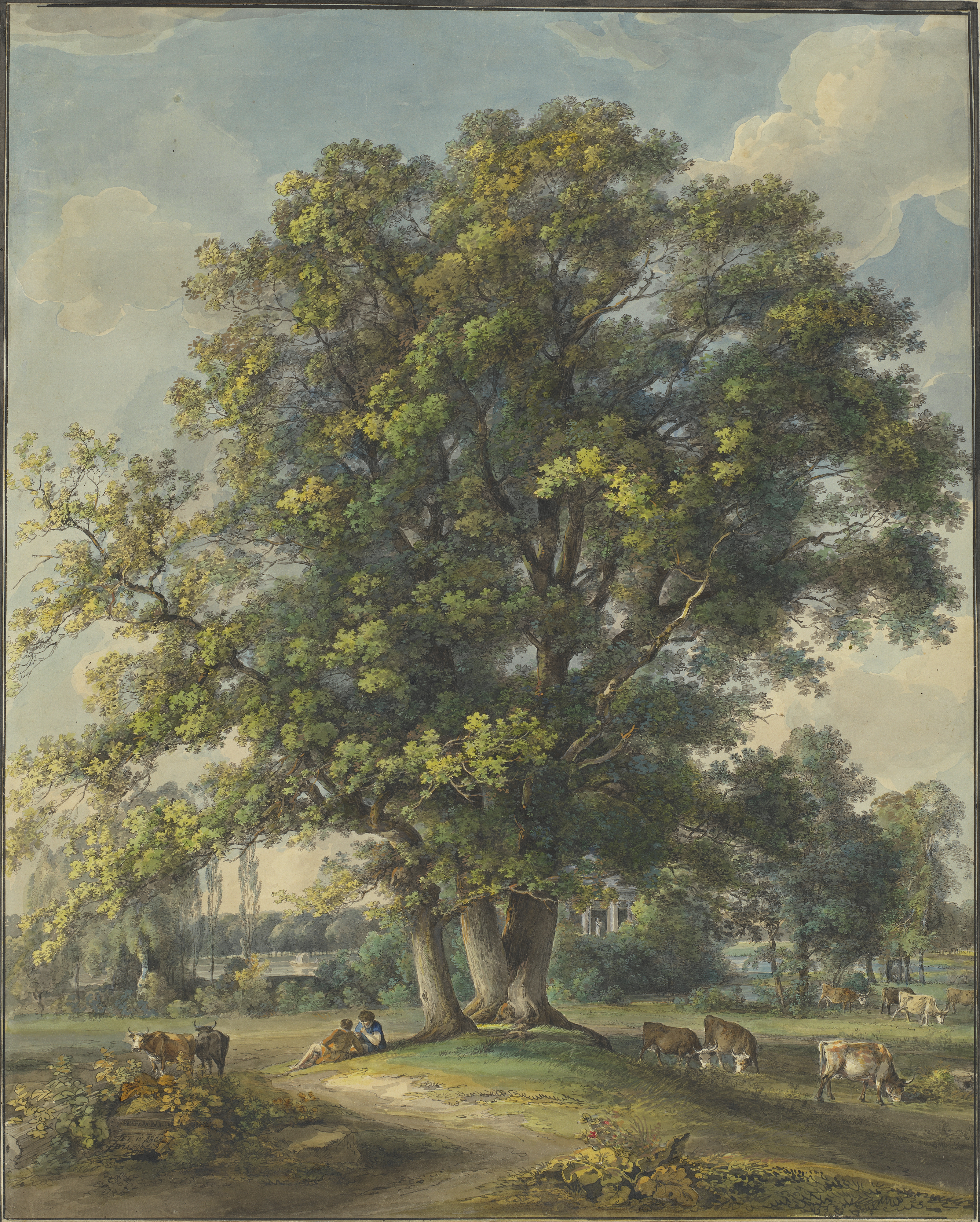
Et in Arcadia Ego, Georg von Dillis.
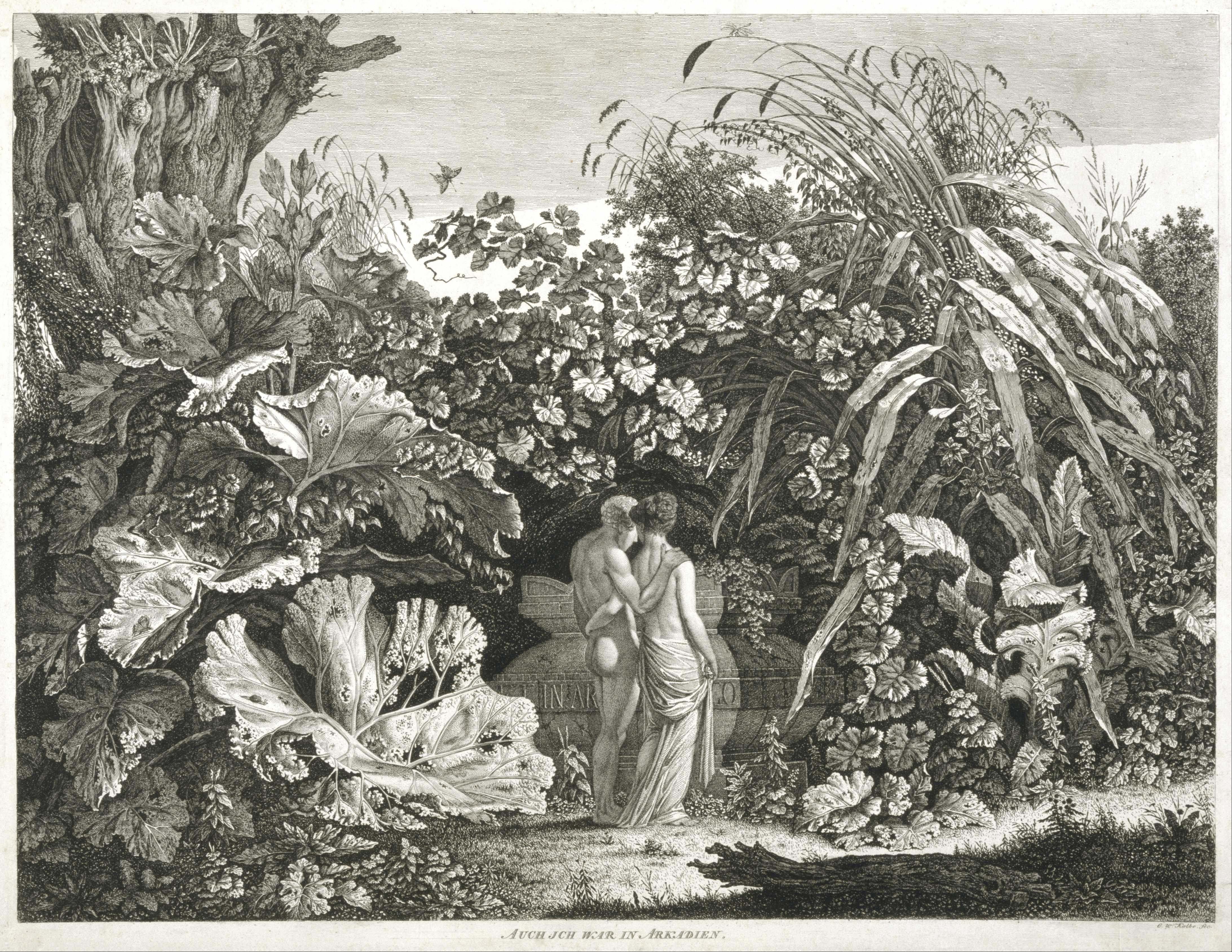
Auch ich war in Arkadien, Carl Wilhelm Kolbe l'Ancien.
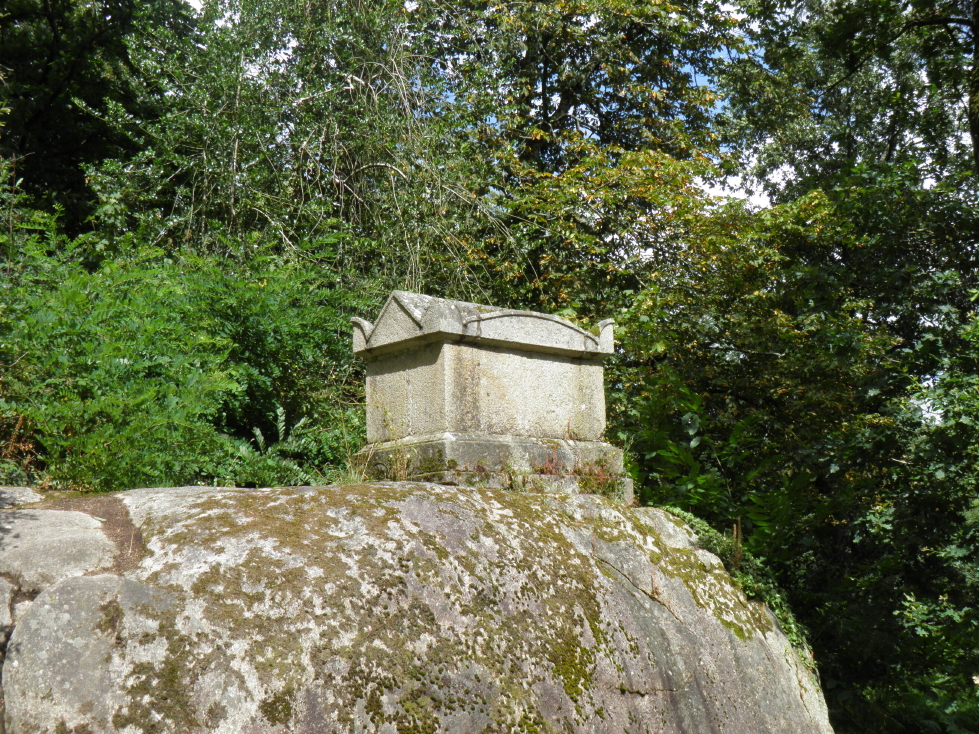
Tombeau à l'antique du domaine de la Garenne Lemot, Mathurin Crucy.
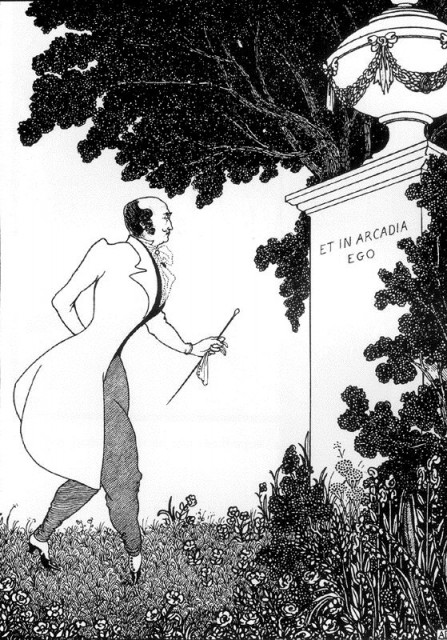
Et in Arcadia ego, Aubrey Beardsley.
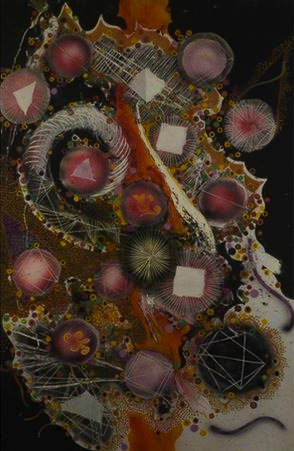
Et in Arcadia ego, Christo Coetzee (en).
- A fool on a roof : et in Arcadia ego, and other poems, Jean Wright (ouvrir le lien pour le lire).
- Exemplaire d'Et in Arcadia ego, Theodosia Garrison (ouvrir le lien pour le lire).
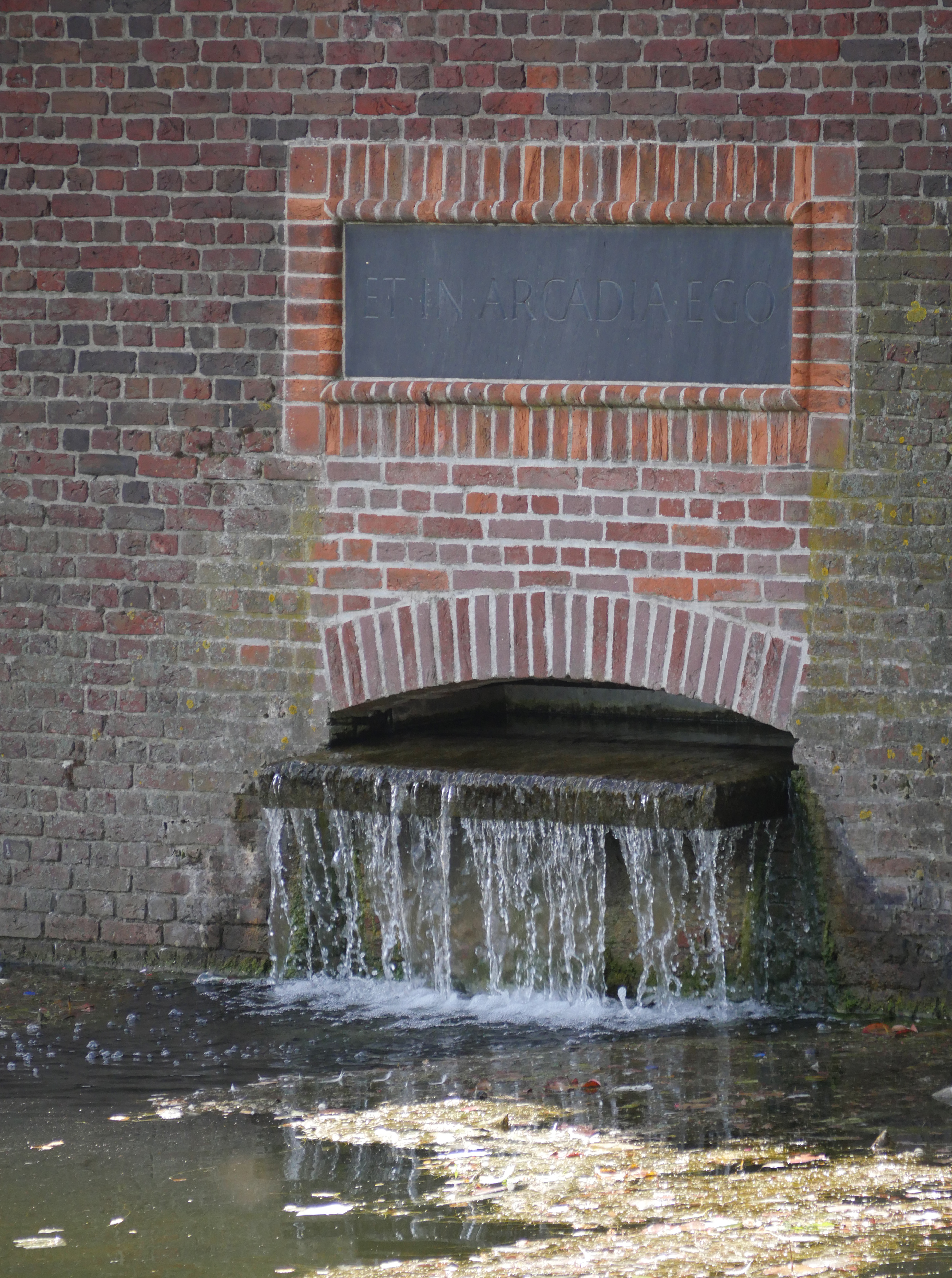
Et in Arcadia ego, sur le lac Hofvijver (nl), Ian Hamilton Finlay.
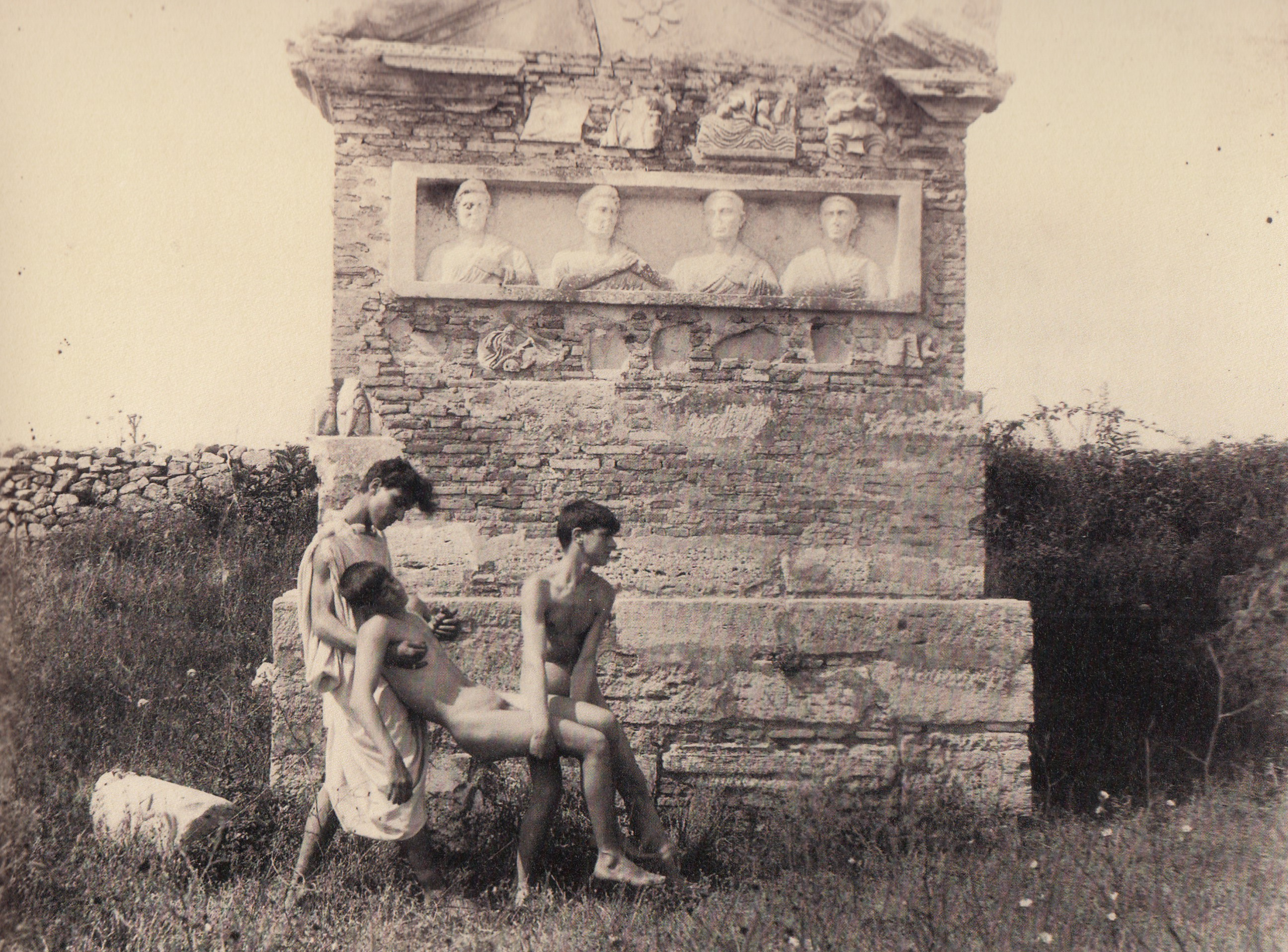
Photo publiée dans Et in Arcadia ego, montrant trois jeunes nus devant l'ancienne tombe romaine appelée "Tomba del frontespizio".
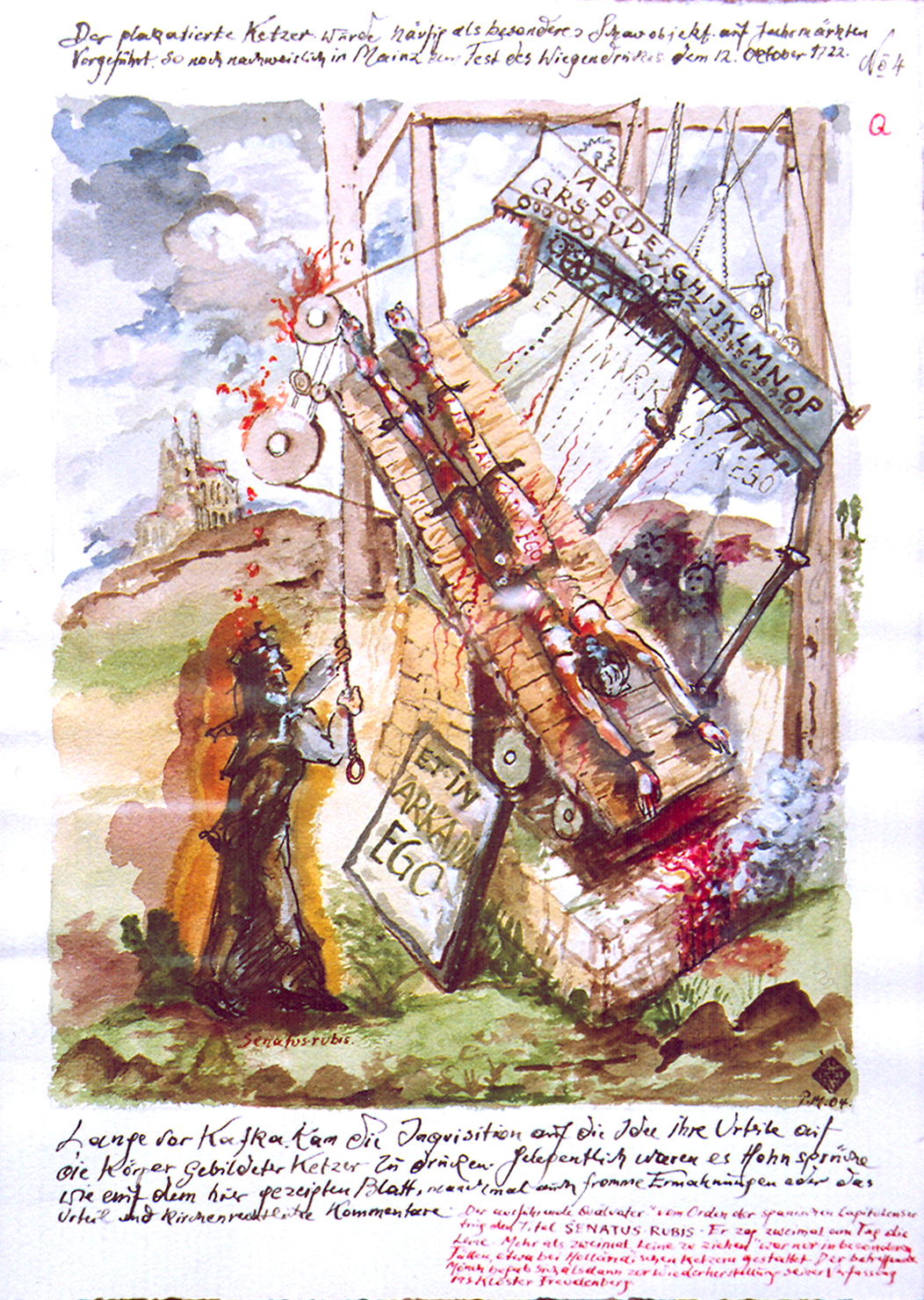
Q oder ET IN ARCADIA EGO, Paul Mersmann le Jeune.

## Usage moderne

### Autres œuvres

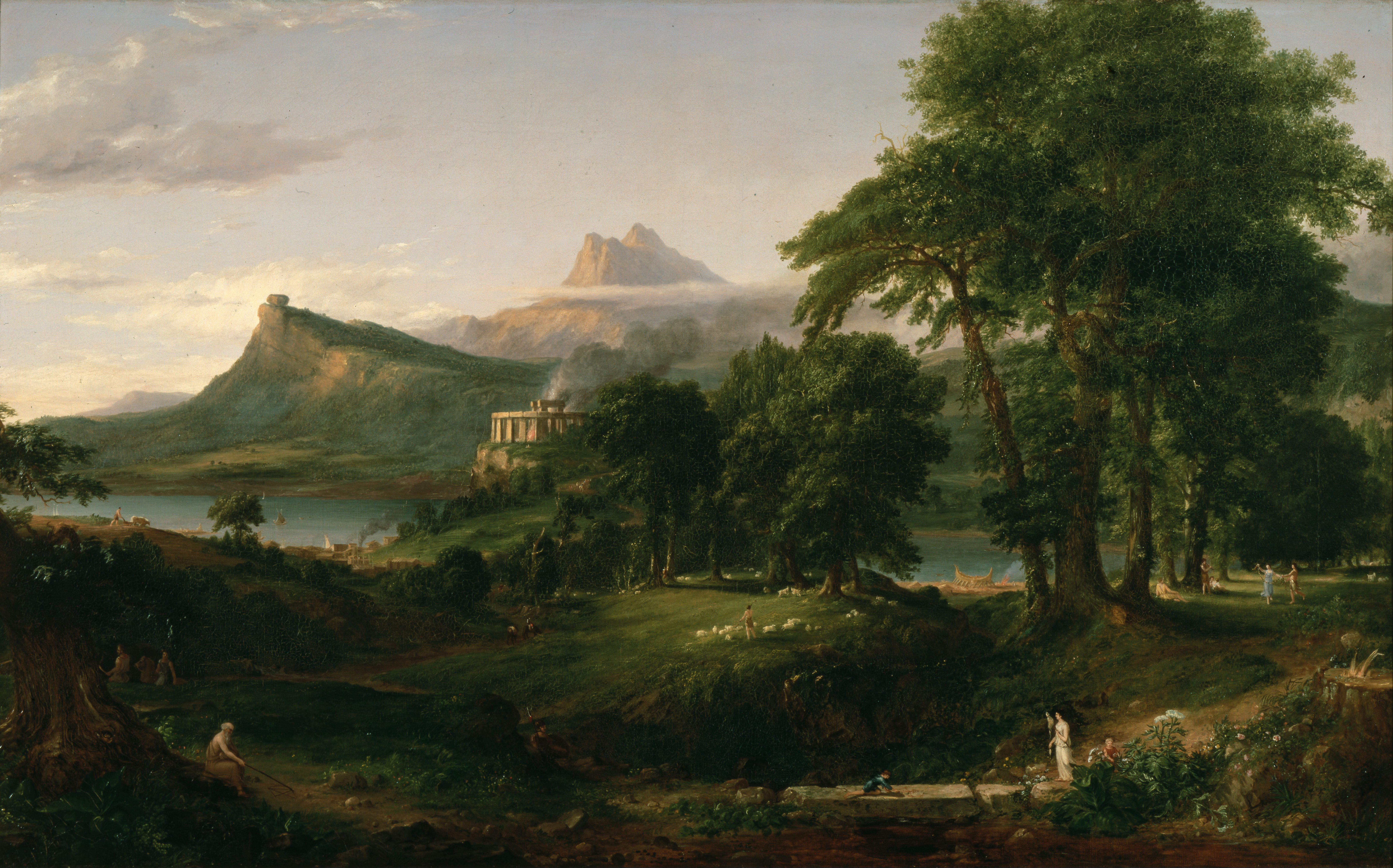
L'État arcadien (titre original : The Course of Empire : The Arcadian or Pastoral State), Thomas Cole, 1834.

- L'État arcadien (titre original : The Course of Empire : The Arcadian or Pastoral State), Thomas Cole, 1834.Thomas Cole, peintre américain fondateur de la Hudson River School, réalisa une série de cinq tableaux dépeignant la croissance et la chute d'une ville imaginaire, à cinq "états" différents. Le second, L'État arcadien ou pastoral, peint en 1834, montre l'évolution  de cette vallée ayant quitté l'état sauvage pour être exploitée par des paysans.
- En 2009, le chanteur de rock britannique Pete Doherty sort la chanson Arcady, dans laquelle il décrit cette contrée[11].

### Organisations
- L'Académie d'Arcadie fut fondée à Rome le 5 octobre 1690 par des poètes.
- L'Arcadie était un groupe militant homosexuel français, en activité de 1954 à 1982 et qui publia la revue Arcadie.

### Géographie
- Arcadia  est actuellement le nom de plusieurs villes du monde.